# Sambische Staatsangehörigkeit
Die sambische Staatsangehörigkeit bestimmt die Zugehörigkeit einer Person zum Staatsverband Sambias mit den zugehörigen Rechten und Pflichten. Seit der Unabhängigkeit 1964 haben Staatsangehörigkeitsfragen Verfassungsrang. Im Kern wurden sie kaum verändert, jedoch schaffte man das Geburtsortsprinzip (ius soli) ab. Insgesamt ist zu sagen, dass sich sambisches Staatsangehörigkeit im Bereich der international üblichen Rahmenbedingungen bewegt.

## Historisches

Gebiete um 1900

Die Gebiete Barotseland, das einstige Territorium des Königreiches der Lozi und North Western Rhodesia wurden 1884 bzw. 1899 als britische Protektorate unter Kontrolle der British South Africa Company (BSAC) des Cecil Rhodes gestellt.
Im Vorfeld der Gründung der Südafrikanischen Union 1904–10 gab es Pläne, auch die drei rhodesischen Gebiete mit einzubeziehen, was letztendlich nicht geschah. 1911 wurde, weiterhin unter der BSAC, die Verwaltung beider Gebiete zusammengeführt. Zugewanderte Weiße, in der Mehrheit britische Untertanen, behielten den Status ihrer Heimat. Nachdem man die BSAC durch Entschädigungszahlungen Ende 1923 abgefunden hatte, kam Nordrhodesien ab 1924 als Protektorat – somit nicht Teil der „Crown dominions“ – unter die Verwaltung des Londoner Colonial Office. Die Eingeborenen blieben Schutzgenossen (“British protected person”). Einbürgerungen als britischer Untertan (“British subject”) nach lokalem Recht kamen in der Zwischenkriegszeit einige vor. Hierbei handelte es sich vor allem um Einwanderer aus Italien und Polen.
Die meisten Nicht-weißen Bewohner blieben auch nach Erlass des British Nationality Act 1948 Schutzgenossen.
Die vom 1. August 1953 bis 31. Dezember 1963 bestehende Federation of Rhodesia and Nyasaland, war bis 1958 nicht unabhängig, aber selbst-regierend. Man stellte britische Pässe an CUKCs und Schutzgenossen aus. Britische Staatsrechtslehre geht davon aus, dass es sich ab 1. März 1958 bei der Föderation um ein eigenes Land im Commonwealth handelte, für dessen Bürger (ehem. CUKCs) eine eigene, einheitliche Staatsangehörigkeit bestand. Mit der Unabhängigkeit Malawis und Sambias 1964 trennte sich diese nach den Prinzipien der Staatensukzession. Jedoch wurden nicht alle Einwohner zum 1. Januar 1964 „Nordrhodesier,“ bzw. 23. Okt. Sambier, sondern behielten, wenn sie eine enge Beziehung zum Vereinigten Königreich hatten, den Status eines CUKCs, der 1983 zum British Overseas Territories citizen umgewandelt wurde.

## Verfassung 1964
Sambia ist seit der Unabhängigkeit das einzige afrikanische Land, in dem es durchgehend eine geordnete Regierung und funktionierende Verwaltung, ohne Bürgerkrieg oder Putsche gegeben hat. Der Mineralreichtum, vor allem Kupferabbau, hat eine gewisse Stabilität gebracht, auch wenn 2005 noch 70 % der Bevölkerung als arm galten.
Kapitel II der Verfassung betitelte man Citizenship.
Gemäß britischer Tradition hatte das Staatsangehörigkeitsrecht eine starke Geburtsortskomponente. Es galt für alle in Nordrhodesien bis zum 23. Oktober 1964 geborenen Schutzgenossen. CUKCs, die meisten aus Großbritannien, weiße Südafrikaner oder Süd-Rhodesier, konnten die Registrierung beantragen. Wer im Ausland als Kind eines männlichen nordrhodesischen Schutzgenossen geboren worden war, wurde zum Stichtag 24. Oktober 1964 ebenfalls sambischer Staatsangehöriger durch Abstammung (“by decent”).
Ausländische Ehefrauen bzw. Witwen hatten sich jedoch für die Staatsangehörigkeit nach gesetzlichen Vorschriften zu registrieren. In vielen Fällen hatten einheiratende CUKCs nach vier Jahren einen Rechtsanspruch auf Registrierung. Die Wartefrist für Einbürgerungen war fünf Jahre.
Staatsangehörigkeitsentzug war bei Doppelstaatlern möglich. Wegen des Doppelstaatlichkeitsverbots gab es viele Zweifelsfälle besonders bei Abgrenzung zu Malawi. Hinsichtlich Widerrufs von Registrierungen (“revocation”), wurden die britischen Vorschriften von 1918 eins-zu-eins übernommen. Möglich war sie, wenn der Bürger sich illoyal gegenüber dem Staat zeigte, in den ersten fünf Jahren zu einer Freiheitsstrafe von über einem Jahr verurteilt wurde oder im Kriegsfall mit dem Feind Handel trieb oder bei 7-jährigem Auslandsaufenthalt ohne Anmeldung beim zuständigen Konsulat. Betroffenen gab man das Recht zu Stellungnahme und Einspruch.
Die Zuständigkeit lag beim Innenminister.

## Verfassung 1973
Die Verfassung enthält wiederum vergleichsweise detaillierte Vorschriften zur Staatsangehörigkeit. Das Abstammungsprinzip wurde gegenüber dem ius soli gestärkt, Stichtag war die Geburt ab 25. August 1973. Die Verlustgründe blieben unverändert. Festgelegt wurde aber auch, dass jeder Staatsbürger, der vor Inkrafttreten Sambier war dies blieb. Ebenso war jeder im Ausland Geborene mit nur einem Elternteil Sambier; minderjährige Kinder konnten auf Antrag entsprechend registriert werden. Die Wartefrist für Einbürgerungen verlängerte man auf zehn Jahre.
Danach galt das Geburtsortsprinzip nur noch für in Sambia geborenen Ausländerkinder, wenn deren Vater (ab 1973 Elternteil) ein Dauereinwohner (“established resident”) war. Solche Kinder hatten die Option innerhalb eines Jahres nach Erreichen der Volljährigkeit mit 21, durch einen Antrag beim Citizenship Board Sambier zu bleiben. Ab 1990 galt, dass sie in dem Jahr die sambische Staatsbürgerschaft ausdrücklich abzulegen konnten (taten sie es nicht wurde eine eventuelle Doppelstaatlichkeit toleriert).

### Staatsangehörigkeitsgesetz 1975
Dieses Gesetz trat, zusammen mit entsprechenden Regulations, 1977 in Kraft. Es regelte die Aufgaben und Zusammensetzung des Citizen Boards als Entscheidungsorgan. Dieses hat fünf Mitglieder: ex officio den Minister, der zugleich den Vorsitz führt und vier vom Präsidenten auf drei Jahre Ernannte, die sambische Bürger und über 21 sein müssen. Der Präsident durfte Weisungen erteilen. Gegen ergangenen Entscheidungen war Widerspruch und der Gerichtsweg nicht gegeben. Wurde eine Einbürgerung abgelehnt war erst nach fünf Jahren ein erneuter Antrag erlaubt.
Allgemeine Einbürgerungsvoraussetzungen waren, neben zehn Jahren legalem Aufenthalt, „guter Charakter,“ Aufgabe andrer Staatsbürgerschaften und ausreichend Sprachkenntnisse in Englisch oder einer der offiziellen Eingeborenensprachen. Minderjährige Kinder wurden automatisch mit eingebürgert.
Ausländerinnen, die seit drei Jahren mit einem Sambier verheiratet waren, konnten sich registrieren lassen, wenn sie, wie alle Eingebürgerten, (soweit möglich) den Nachweis erbrachten, dass sie ihre alte Staatsangehörigkeit aufgaben.
Verlustig ging man der sambischen Staatsangehörigkeit nur wenn man freiwillig (außer durch Heirat) eine fremde annahm. Die Widerrufsbestimmungen blieben in Kraft.
Der Präsident durfte an „verdiente Persönlichkeiten“ die Staatsangehörigkeit ohne Vorbedingungen verleihen. Auch konnte das Parlament Gesetze zum Status von einzelnen Personen erlassen. Praktische Bedeutung hatten beide Regeln nicht.
Das Gesetz wurde durch die Nachfolgeregelung 2016 in seiner Gesamtheit aufgehoben, viele Regelungen aber im Kern unverändert übernommen.

## Verfassungen 1991 und 1996
Die neue mit heißer Nadel gestrickte Verfassung von 1991, mit zahlreichen Änderungen 1996, enthält wieder vergleichsweise detaillierte Vorschriften zur Staatsangehörigkeit. Präzisiert wurde noch, dass jedes vor dem 1. April 1986 geborene Kind eines legal im Lande wohnenden ausländischen Elternteils Sambier ab Geburt ist.
Die verkürzte Anwartszeit für einheiratende Frauen wurde abgeschafft. Ebenso in der Verfassung findet sich die Vorschrift, dass Einbürgerungen von Volljährigen nach zehn Jahren Wohnsitz möglich sind, jedoch nicht für Geisteskranke. Die Aufgabe fremder Staatsangehörigkeiten war innerhalb drei Monaten nachzuweisen und ein Treueeid zu leisten.
Wichtigster Verlustgrund war die freiwillige Annahme einer fremden Staatsangehörigkeit (außer bei Ausländerheirat).
Die neue Vorschrift, dass der Präsident und beide seine Elternteile Staatsbürger ab Geburt sein müssen, Eingebürgerte also ausgeschlossen sind, wurde sowohl 1996 gegen Kenneth Kaunda als auch 2011 gegen Rupiah Banda von der Opposition eingesetzt, in dem man in beiden Fällen unterstellte ihre Väter wären durch Geburt in Nyassaland nach 1964 malawische Staatsbürger gewesen.
Das Staatsangehörigkeitsgesetz wurde 1994 etwas modifiziert. Die ergänzende Verwaltungsanweisung regelte Zuständigkeiten, Amtssprachen, Formulare usw. Die Frist, um den Treueeid zu leisten betrug drei Monate. Spezifiziert wurden auch die abzugebenden Erklärungen wenn eine Entlassung aus einer fremden Staatsbürgerschaft nicht möglich war.
Auch war vorgeschrieben, dass ein Antragsteller auf Registrierung oder Einbürgerung in jeweils zwei aufeinander folgenden Ausgaben des Staatsanzeigers und zwei weiteren in seinem Wohngebiet erscheinenden Zeitungen Anzeigen schalten musste, die die den Antrag bekannt machten.

## Verfassungsänderung und Staatsangehörigkeitsgesetz 2016
Die Verfassungsänderung schaffte nicht nur das bisherige Doppelstaatlerverbot ab, sondern man versucht möglichst weite Teile der Diaspora wieder für Sambia zu gewinnen. Dazu kam die Senkung des Volljährigkeitsalters auf 18.
Über Einbürgerungen usw. entscheidet weiterhin das Citizenship Board, den vorbereitenden Papierkrieg bearbeitet das National Registration, Passport and Citizenship Department in Lusaka. Die Zusammensetzung des Citizen Boards hat sich nicht geändert. Es ist inzwischen nicht mehr an präsidiale Weisungen gebunden. Man tagt mindestens ein Mal pro Quartal. Man ist dem Chief Passports and Citizenship Officer vorgesetzt. Dieser leitet das Department. Das Recht auf Verleihungen durch den Präsidenten, ohne Vorbedingungen, wurde abgeschafft.

### Erwerb der sambischen Staatsbürgerschaft
Man wird sambischer Bürger
- durch Geburt:
  - mit einem sambischen Elternteil, wenn diese amtlich eingetragen wird.[25]
  - Findelkinder (geschätztes Alter unter 8).
- durch Registrierung[26] auf Antrag:
  - wer nach sambischem Recht seit mindestens 5 Jahren mit einem sambischen Bürger verheiratet ist; vorausgesetzt es liegen keine Aufenthaltsversagungsgründe oder Vorstrafen vor.
  - nach sambischem Recht adoptierte Kinder, wenn zumindest eines der Adoptivelternteile Sambier ist (unveränderte Bestimmung von 1975, nun aber im Verfassungstext).
  - in Sambia geborene Ausländer nach nur 5 Jahren legalem Aufenthalt.
  - im Ausland geborene Personen mit einem sambischen „Vorfahren“ (anders als Eltern) nach nur 5 Jahren legalem Aufenthalt im Inland.
  - Doppelstaatler (s. u.)
- Einbürgerung, wenn die 10-jährige Wartezeit mit Daueraufenthaltsgenehmigung[27] erfüllt ist und keine Vorstrafen oder Aufenthaltsversagungen ausgesprochen wurden und der Antragsteller nicht Konkurs angemeldet hat.

Entsprechende Verzeichnisse für die verschiedenen Arten führt das National Registration, Passport and Citizenship Department. Verwaltungsakte werden am Tag der Eintragung gültig, die innerhalb von drei Wochen nach Entscheidung des Citizen Board erfolgen soll. Neubürger und -Registrierte müssen weiterhin einen Treueeid leisten.
Sambia ist den beiden Genfer Flüchtlingskonventionen der afrikanischen Flüchtlingskonvention und dem Übereinkommen über die Rechtsstellung der Staatenlosen beigetreten, so dass diesen Personen angemessener Schutz gewährt wird. Ein erleichtertes Einbürgerungsverfahren gibt es jedoch nicht.
Registrierung der Doppelstaatsbürgerschaft
Der Präsident stimmte am 5. Januar 2016 dem verfassungsändernden Gesetz zu, das es Personen, die vor Inkrafttreten durch Erwerb einer fremden Staatsangehörigkeit die sambische verloren hatten, erlaubt sich auf Antrag wieder einbürgern zu lassen und gleichzeitig die erworbene Staatsangehörigkeit zu behalten. Auch in Sambia lebende Ausländer oder Flüchtlinge können die sambische als Zweitstaatsangehörigkeit beantragen.

Nach Inkrafttreten dürfen Personen, die eine andere Staatsbürgerschaft annehmen die sambische behalten (was nicht in allen aufnehmenden Staaten zulässig ist). Sie haben ihre zusätzliche Staatsangehörigkeit dem Citizenship Bioard anzuzeigen.
Doppelstaatler bleiben von den höchsten Staatsämtern ausgeschlossen, sie dürfen nicht als Richter am High Court fungieren oder in den Streitkräften dienen.
Die Verwaltungsanweisung für den Registrierungsprozeß wurde zum 1. August 2017 in Kraft gesetzt. Für eine Bestowal of Citizenship liegen die Gebühren 2018 für den Antrag bei 300 Kwacha und für die Aushändigung der Urkunde bei 5000 kW. eine Höhe, die abschreckend wirkt. Die Sicherheitsüberprüfung der Antragsteller dauert übermäßig lange.

### Verlust oder Aufgabe der sambischen Staatsbürgerschaft
Die Staatsangehörigkeit kann entzogen werden, wenn beim Einbürgerungsverfahren Falschangaben gemacht wurden. Der entsprechende Bescheid tritt nach drei Wochen in Kraft, dem Betroffenen steht eine 14-tägige Widerspruchsfrist zu. Der Gerichtsweg zum High Court steht offen.
Die sambischen Staatsbürgerschaft kann durch Erklärung aufgegeben werden, wenn der Antragsteller nicht Doppelstaatler sein möchte, oder eine fremde Staatsangehörigkeit annehmen will. Im zweiten Fall ist die entsprechende Entlassungsurkunde nun sechs Monate gültig, so dass Staatenlosigkeit vermieden wird.